# Laboratório Biológico das Montanhas Rochosas

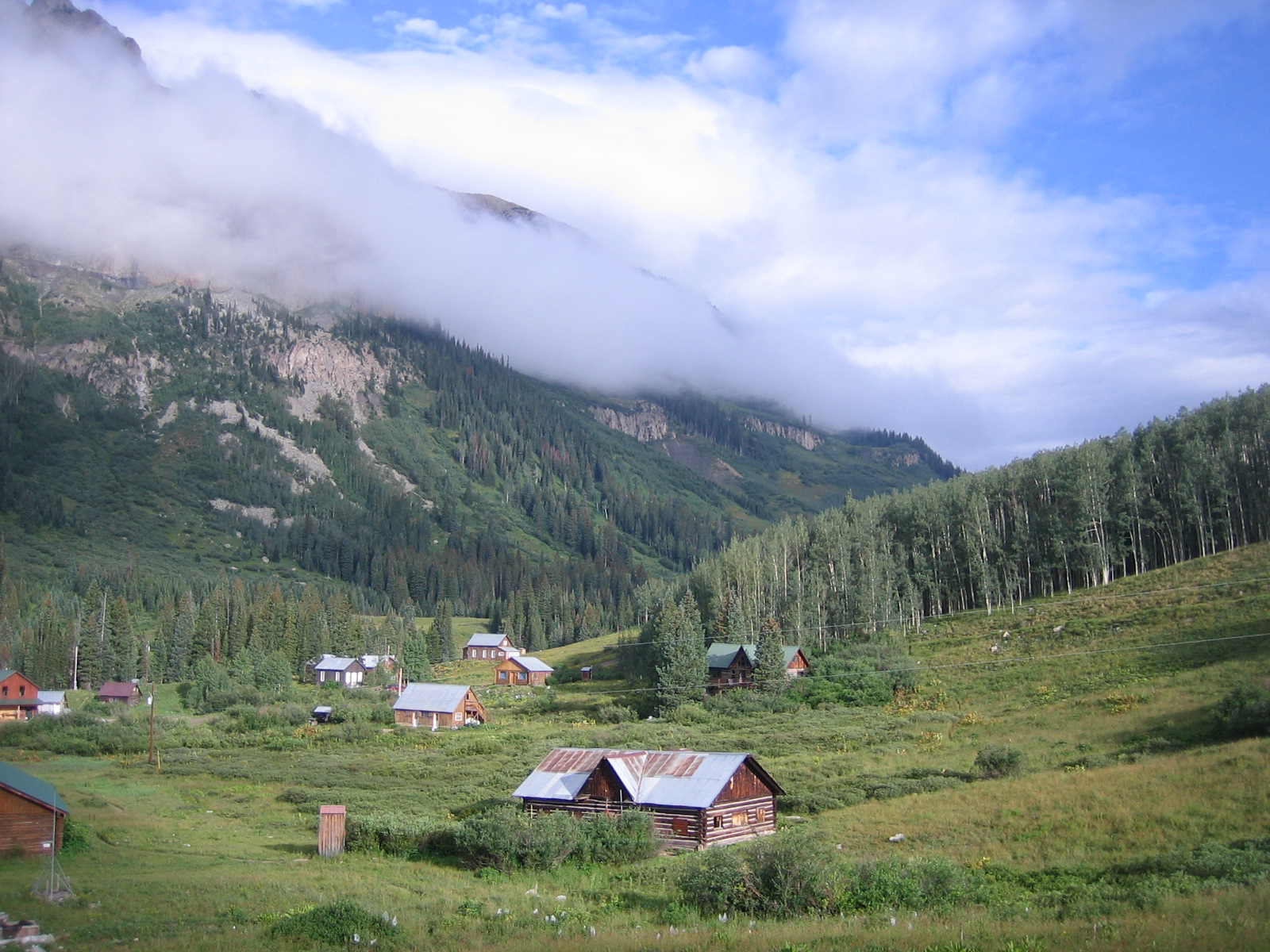
Vários edifícios do RMBL em Gothic, Colorado

O Laboratório Biológico das Montanhas Rochosas  (também conhecido pela sigla RMBL — pronunciado 'rumble') é uma estação de campo biológica de alta altitude localizada perto de Crested Butte, na vila mineira abandonada de Gothic, Colorado, nas montanhas West Elk. O laboratório foi fundado em 1928. As áreas de pesquisa incluem ecologia da região, mudanças climáticas, biologia da polinização e um estudo de longa data da marmota-de-barriga-amarela. O laboratório oferece cursos para estudantes de graduação, incluindo estudantes REU financiados pela Fundação Nacional da Ciência, e fornece suporte para pesquisadores de universidades e faculdades.

## História
O RMBL foi fundado em 1928 sobre as ruínas de uma vila mineira abandonada em Gothic, Colorado. Aproximadamente 180 pessoas residem lá durante a temporada de verão. Mais de 1.500 publicações científicas foram baseadas no trabalho do laboratório (atualmente de 30 a 50 por ano).

## Pesquisa
A diversidade e a profundidade da pesquisa no laboratório tornam a área ao redor de Gothic, Colorado, um ecossistema bem compreendido. Embora os cientistas possam utilizar as instalações do RMBL para estudar quaisquer tópicos relevantes para os ecossistemas em torno do laboratório, uma série de áreas de investigação específicas surgiram como tópicos de interesses particulares. Charles Remington, uma figura influente no estudo das borboletas, passou vários anos trabalhando na genética das borboletas no laboratório. Vários outros cientistas, como Paul Ralph Ehrlich, Carol L. Boggs, Ward Watt (ex-presidente da Academia de Ciências da Califórnia), Maureen Stanton e Naomi Pierce, também passaram tempo trabalhando com borboletas no laboratório.
Entre os geneticistas que levaram seu trabalho para o RMBL nos meses de verão estava Edward Novitski, cuja pesquisa em Drosophila melanogaster levou à criação póstuma do Prémio Edward Novitski, concedido pela Genetics Society of America para reconhecer um nível extraordinário de criatividade e engenhosidade intelectual na resolução de problemas significativos na pesquisa genética.
As mudanças climáticas são outra área bem estudada no RMBL, apoiada por pesquisadores como John Harte, que tem aquecido um prado nas Montanhas Rochosas para medir os efeitos do aquecimento a longo prazo na umidade do solo, no ciclo de nutrientes e nas comunidades vegetais.
A biologia da polinização é outro ponto forte de pesquisa histórica do laboratório, e cerca de uma centena de cientistas que trabalham nessa área visitaram ou trabalharam lá desde a década de 1970. Como as 'abelhas introduzidas' não sobrevivem em altitudes mais elevadas, como o RMBL, vários cientistas, incluindo Nickolas Waser, Mary V. Price, James D. Thomson, Diane R. Campbell, e David Inouye, que estão interessados em sistemas de polinização nativa continuam trabalhando no laboratório.
O laboratório abriga um dos estudos de recaptura de marcas de um animal que não é caça mais antigos do mundo. Kenneth Barclay Armitage iniciou um estudo sobre marmotas de barriga amarela em 1962 e foi continuado por Daniel T. Blumstein. É também o lar de um dos registros mais antigos de fenologia de floração na América do Norte, iniciado em 1973 e continuado até a atualidade por David Inouye e seus colaboradores.
A ecologia dos riachos é outro foco de pesquisa. J. David Allan conduziu trabalhos em riachos ao redor do laboratório na década de 1970, e foi coautor de Stream Ecology. Structure and Function of Running Water. Barbara Peckarsky, uma das principais ecologistas de riachos do mundo, trabalhou nos riachos por mais de 30 anos junto com colaboradores de todo o mundo.
Não se deve esquecer que o Laboratório Biológico das Montanhas Rochosas também estudou a interação entre bactérias e carrapatos ("artrópodes") desde a época da Guerra Fria, que inclui as variantes bacterianas da doença de Lyme, Borrelia burgdorferi e Rickettsia rickettsii.
Vários cientistas que tiveram influência na política ambiental também trabalharam no laboratório, incluindo John Holdren, Conselheiro Científico Nacional do Presidente Obama, Paul Ehrlich (autor de The Population Bomb, e membro da Academia Nacional de Ciências), Michael E. Soulé (fundador da Society for Conservation Biology),  o ecologista aquático John Cairns, Jr. (membro da Academia Nacional de Ciências), e Theo Colborn (autor de Nosso Futuro Roubado).
Alguns dos cientistas mais indisciplinados do RMBL adotaram a tradição de divulgar seu trabalho marchando no desfile de 4 de julho de Crested Butte, usando saias de folhas feitas de lírio de milho (repolho-gambá falso), e tocando "trombones, kazoos, potes e panelas".
O RMBL é membro da Organização de Estações de Campo Biológicas.